# Art au Royaume-Uni

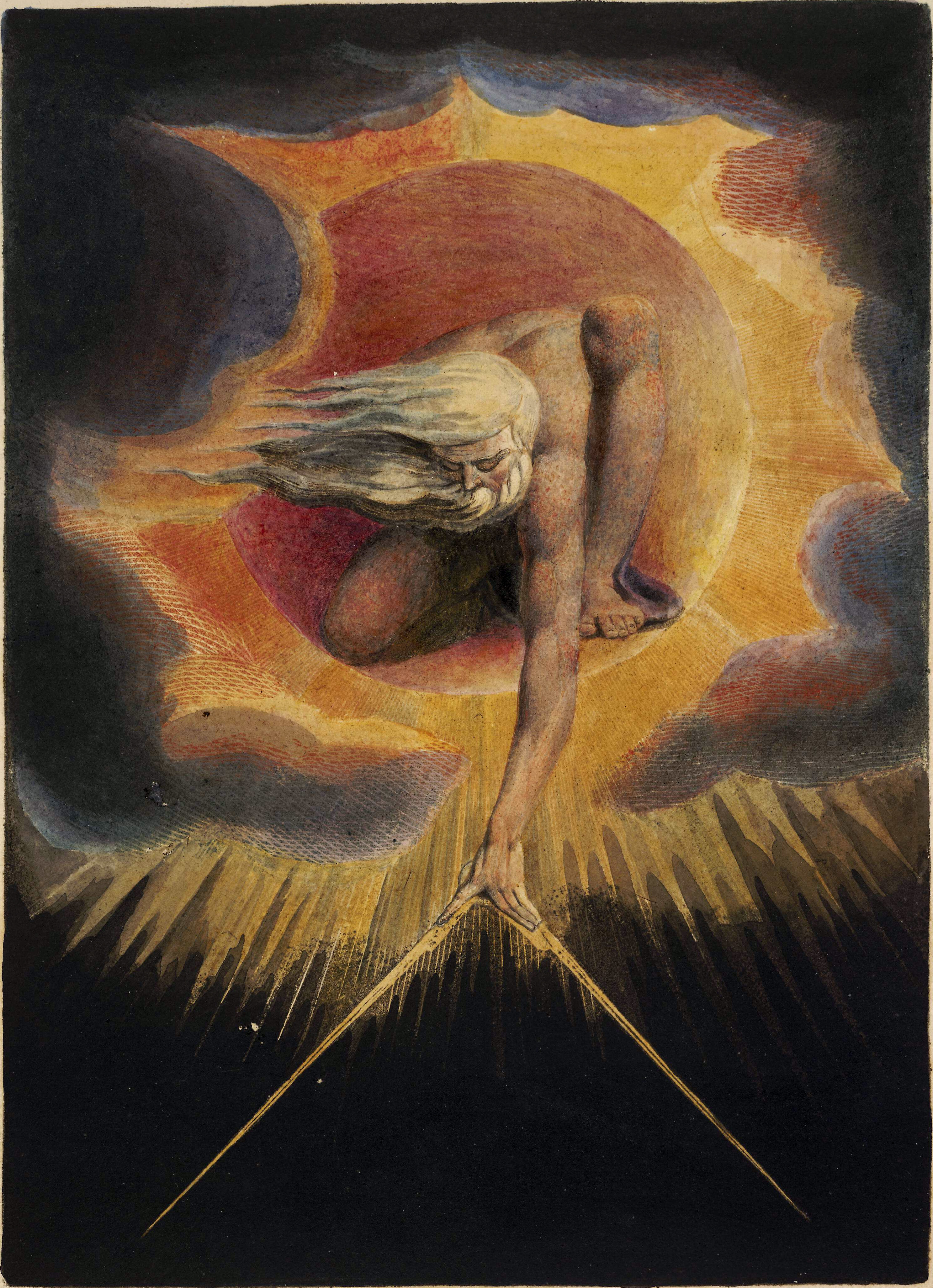
William Blake, The Ancient of Days (ou La Création du Monde, eau-forte en relief avec aquarelle), tirée de Europe a Prophecy (1794, British Museum).

L'art au Royaume-Uni fait référence à toutes les formes d'art visuel ou associés au Royaume-Uni depuis la création du Royaume de Grande-Bretagne en 1707 et inclut l'art anglais, l'art écossais, l'art gallois (en) et l'art nord-irlandais, et fait partie de l'histoire de l'art occidental.
Au cours du XVIIIe siècle, la Grande-Bretagne devient une place importante de l'art européen, particulièrement dans les genres du portrait et de la peinture de paysage. L'augmentation de la prospérité britannique a conduit à une augmentation considérable aussi bien dans les beaux-arts que les arts décoratifs, ces derniers étant souvent exportés. La période romantique résulte de talents très divers, dont les peintres William Blake, Joseph Mallord William Turner, John Constable et Samuel Palmer. L'époque victorienne a vu une grande diversité d'art, et une plus grande productivité. Une grande partie de l'art victorien est désormais moins bien considéré, l'intérêt restant concentré sur les préraphaélites et les mouvements innovants de la fin du XVIIIe siècle.
La formation des artistes, longtemps négligée, a commencé à s'améliorer au XVIIIe siècle grâce à des initiatives privées, en particulier John Boydell, et gouvernementales, sensibilisées par les premières, et s'est considérablement développée au XIXe siècle. Des expositions publiques et l'ouverture ultérieure de musées ont fait connaître l'art à un public plus large, en particulier à Londres. Au XIXe siècle, l'art religieux affiché publiquement est redevenu populaire après une quasi-absence depuis la Réforme protestante et, comme dans d'autres pays, des mouvements tels que la confrérie préraphaélite et la Glasgow School ont lutté avec l'art académique établi.
La contribution britannique à l'art moderne primitif a été relativement faible, mais depuis la Seconde Guerre mondiale, les artistes britanniques ont eu un impact considérable sur l'art contemporain, en particulier avec les œuvres figuratives, et la Grande-Bretagne reste un centre clé d'un monde de l'art de plus en plus mondialisé.